# Bunara (Bosanski Petrovac, BiH)
Bunara je naseljeno mjesto u općini Bosanski Petrovac, Federacija Bosne i Hercegovine, BiH.

## Zemljopis
Na jugoistoku od Jasenovca je uzvišenje Podovi, pa opet uvala u koju se smjestila Bunara. Iza nje ide opet nagnuta zaravan koja se lagano penje u Srneticu. Svi ovi zemljišni oblici podudaraju se u smjeru s osnovnim smjerom visoravni Bravsko polje, a to je zapad - istok. Ovdje je i najniža točka Bravskog polja, tek 606 m. nad morem.

## Povijest
Nakon potpisivanja Daytonskog mirovnog sporazuma izdvojeno je istoimeno naseljeno mjesto koje je pripalo općini Petrovac koja je ušla u sastav Republike Srpske.

## Stanovništvo

### 1991.
Nacionalni sastav stanovništva 1991. godine, bio je sljedeći:
ukupno: 106
- Srbi - 102 (96,23%)
- Hrvati - 4 (3,77%)

### 2013.
Nacionalni sastav stanovništva 2013. godine, bio je sljedeći:
ukupno: 39
- Srbi - 39 (100%)